# Bay County (Michigan)
Bay County is een county in de Amerikaanse staat Michigan.
De county heeft een landoppervlakte van 1.151 km² en telt 110.157 inwoners (volkstelling 2000). De hoofdplaats is Bay City.